# L'Adoration des mages (Rubens, Anvers, 1624)
Pour les articles homonymes, voir Adoration des mages et L'Adoration des mages (homonymie).
L'Adoration des mages est une peinture réalisée par l’artiste Pierre Paul Rubens. Le maître a appliqué ici la technique de l’esquisse à l’huile à grande échelle. L’œuvre appartient à la collection du Musée royal des Beaux-Arts d’Anvers.

## Histoire
Au début du XVIIe siècle, de retour à Anvers après une longue période à l’étranger, le peintre Pierre Paul Rubens devient l’un des artistes les plus prisés de son époque. C’est alors qu’il réalise, à la demande de l’abbé Matthias Yrsselius, L’Adoration des mages destinée à orner le maître-autel de l'Abbaye Saint-Michel d'Anvers.
Sous l’occupation française, l’œuvre ainsi que de nombreux autres retables furent transférés à Paris. Elle fut restituée en 1815. L’Abbaye Saint-Michel se trouvant alors à l’abandon, le tableau fut confié aux soins du musée de l’époque.

## Description
La peinture dévoile un cortège bigarré entrant dans un édifice difficile à définir. À droite, le nouveau-né et Marie sont représentés. Celle-ci le montre aux trois rois mages. Gaspard, Melchior et Balthazar, chargés de cadeaux, sont accompagnés d’une procession bariolée de serviteurs, de soldats et de visiteurs de diverses origines. Ils sont venus à pied, à cheval et même en chameaux.
Bien que Marie et Jésus n’occupent pas le centre de la scène, ils attirent néanmoins le regard. En effet, les rois mages ainsi que leurs suites leur consacrent toute leur attention. Agenouillé, Gaspard offre de l’encens. Le roi Melchior, vêtu d’un manteau rouge, offre de l’or. Derrière lui, le roi maure Balthazar, coiffé d’un turban, apporte de la myrrhe. Les rois mages symbolisent toutes les générations et tous les pays informés de la naissance du Messie, Jésus. De par leurs cadeaux, ils l’honorent à la fois comme Dieu, comme roi et comme être humain.
L’événement ne se déroule pas à l’intérieur d’une étable traditionnelle mais parmi les ruines d’un édifice antique. Ces ruines font allusion au Palais du roi David car selon la prophétie biblique, le Messie appartiendrait à la maison de David et aussi l'ancien monde qui disparait. Le bœuf au premier plan symbolise la foi des rois mages, l'obéissance. Quant à l’araignée ayant tissé sa toile dans la charpente, elle fait allusion au Mal, qui sera vaincu par Jésus, le Sauveur.

## Sources
1. 1 2  Maréchal, Els., Devisscher, Hans., Huvenne, Paul., Musée Royal des Beaux-Arts (Anvers), Le museumboek : faits saillants de la collection, Koninklijk Museum voor Beaux-arts, Anvers, cop. 2003. (OCLC 66424052)
2. 1 2  « L’Adoration des mages - KMSKA », sur www.kmska.be (consulté le 10 août 2018)